# Daleszyce
Daleszyce ist eine Stadt im Powiat Kielecki der Woiwodschaft Heiligkreuz in Polen. Sie hat mehr als 2900 Einwohner und ist Sitz der gleichnamigen Stadt-und-Land-Gemeinde mit etwa 15.700 Einwohnern.

## Geschichte

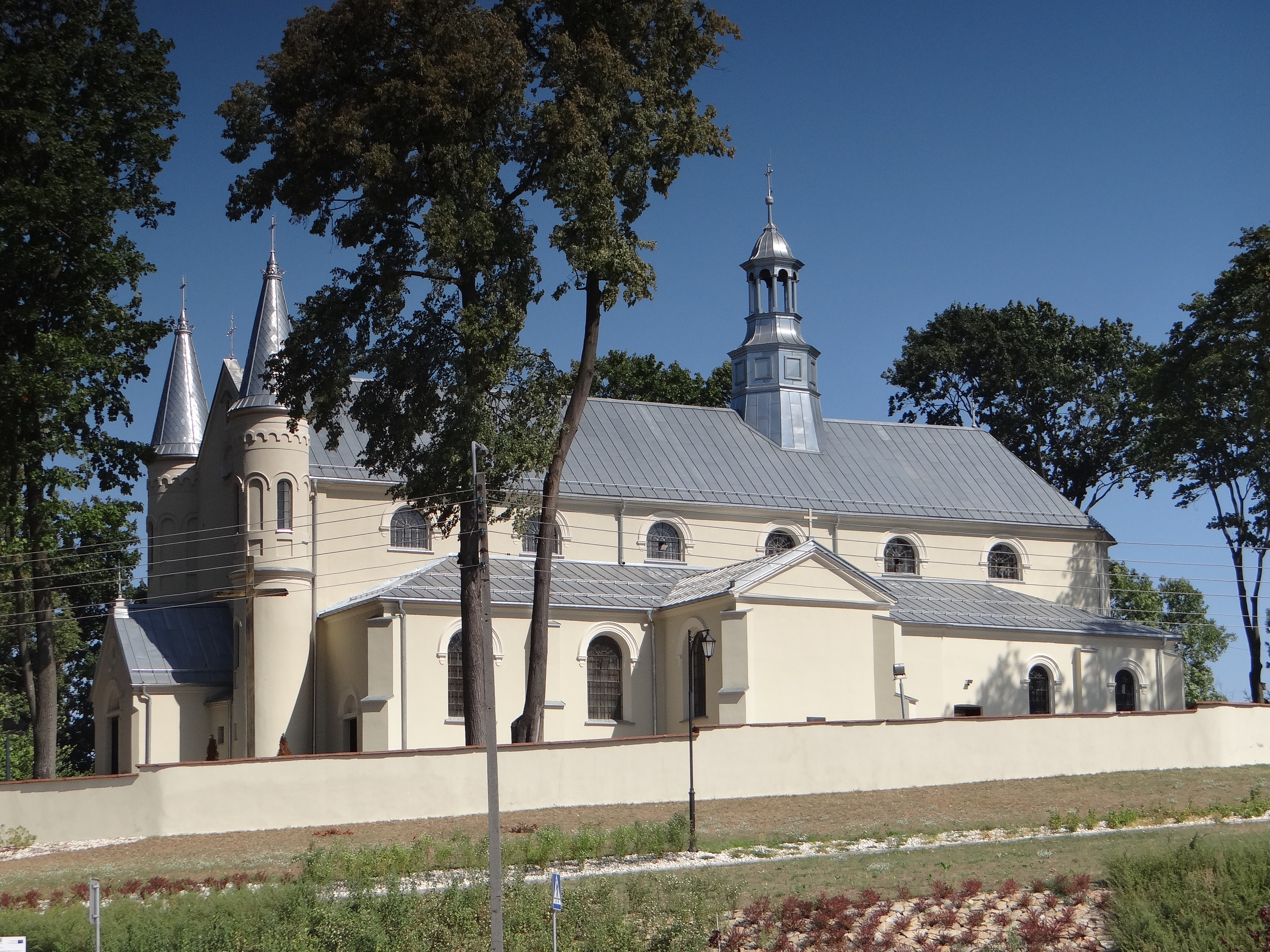
Pfarrkirche (13./17./20. Jahrhundert)

Der Ort gehörte von 1975 bis 1998 zur Woiwodschaft Kielce. Bürgermeister ist gegenwärtig Dariusz Kazimierz Meresiński, er wurde bei den Kommunalwahlen 2018 gewählt bzw. bestätigt.

## Gemeinde
Zur Stadt-und-Land-Gemeinde (gmina miejsko-wiejska) gehören die Stadt selbst und 17 Dörfer mit Schulzenämtern sowie weitere kleinere Ortschaften. Die Gemeinde hat eine Fläche von 222,2 Quadratkilometern.